# Кызыл-Таш (Республика Алтай)
Кызы́л-Таш (алт. Кызыл-Таш) — село в Кош-Агачском районе Республики Алтай России. Входит в состав Курайского сельского поселения.

## Население
| 2010 | 2011 | 2012 | 2013 | 2014 | 2015 |
| ---- | ---- | ---- | ---- | ---- | ---- |
| 766  | ↗768 | ↗772 | ↗782 | ↗787 | ↘764 |
| 2016 |      |      |      |      |      |
| ↗785 |      |      |      |      |      |

Национальный состав
Согласно результатам переписи 2002 года, в национальной структуре населения алтайцы составляли 89 % от общей численности населения в 849 жителей

## Инфраструктура
Личное подсобное хозяйство. Животноводство.